# Johann Christian Mikan
Johann Christian Mikan (* 5. Dezember 1769 in Teplitz; † 28. Dezember 1844 in Prag) war ein habsburg-böhmischer, k. k. österreichischer Botaniker und Entomologe. Sein offizielles botanisches Autorenkürzel lautet „J.C.Mikan“.

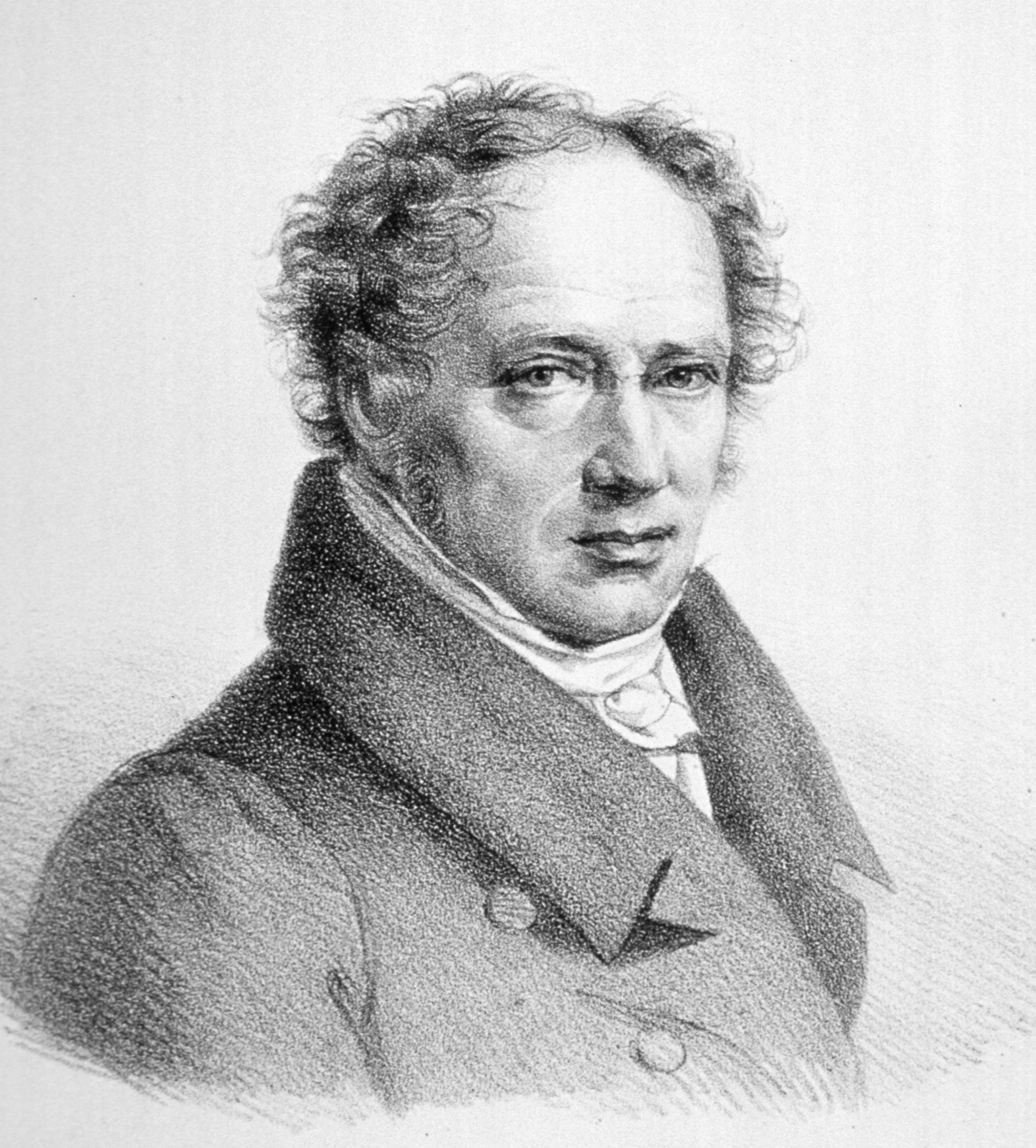
Johann Christian Mikan

Er war der Sohn des Prager Botanik- und Chemieprofessors Joseph Gottfried Mikan und studierte nach Unterricht bei seinem Vater ab 1793 Medizin an der Karls-Universität Prag. Ihm gelangen schon früh einige Erstbeschreibungen von Pflanzen und Insekten und er hielt schon ab 1796 Vorlesungen über naturgeschichtliche Themen an der Universität Prag. 1800 wurde er ordentlicher Professor für Naturgeschichte. Als sein Vater 1812 in den Ruhestand ging, übernahm er auch von diesem Lehrveranstaltungen und wurde Professor für Botanik an der medizinisch-pharmazeutischen Fakultät. 1831 ging er aus Gesundheitsgründen in den Ruhestand. Er war langjähriger Sekretär der k.k. patriotisch-ökonomischen Gesellschaft Prag.
Mikan unternahm 1811 eine Sammelreise nach Malta, den Balearen und Spanien und nahm an der Österreichischen Brasilien-Expedition 1817/18 teil, bei der er anfangs mit der Leitung beauftragt wurde. Seine autoritäre Haltung führte aber zu starken Spannungen insbesondere mit Johann Natterer, so dass Mikan 1818 zurückberufen wurde. Er befasste sich in den Folgejahren mit deren wissenschaftlicher Bearbeitung.
Er erstbeschrieb viele neue Arten wie das Rotsteißlöwenäffchen. Im Jahr 1834 wurde er zum Mitglied der Leopoldina gewählt.

## Schriften
- Monographia Bombyliorum Bohemiæ, iconibus illustrata 1796
- Entomologische Beobachtungen, Berichtigungen und Entdeckungen 1797
- Über Zucker-Erzeugung aus Ahornsaft 1811
- Delectus Florae et Faunae Brasiliensis, 4 Teile, 1820 bis 1825.
- Kinder meiner Laune 1833 (Darstellung seiner Reiseerlebnisse)